# Edmond Lapierre
Edmond Lapierre, Edmond Anthony Lapierre, född 25 januari 1866, död 20 juni 1960, var en kanadensisk politiker (liberal). Han representerade valkretsen Nipissing i nordöstra Ontario i Kanadas parlament 1921-1930, och valkretsen Sudbury i Ontarios parlament 1934-1937.